# Kazuya Niwa
Kazuya Niwa (japanisch 丹羽 一陽 Niwa Kazuya; * 25. Juni 1998 in der Präfektur Aichi) ist ein japanischer Fußballspieler.

## Karriere
Kazuya Niwa erlernte das Fußballspielen in der Universitätsmannschaft der Niigata University of Management. Seinen ersten Vertrag unterschrieb er im Februar 2021 bei Vanraure Hachinohe. Der Verein aus Hachinohe, einer Hafenstadt in der Präfektur Aomori im Nordosten von Honshū, spielte in der dritten japanischen Liga, der J3 League. Sein Profidebüt gab Kazuya Niwa am 14. März 2021 (1. Spieltag) im Auswärtsspiel gegen den FC Gifu. Hier wurde er in der 87. Minute für Taichi Nakamura eingewechselt. Für Vanraure bestritt er insgesamt 72 Ligaspiele. Die Saison 2024 stand er beim Viertligisten Tochigi City FC in Tochigi unter Vertrag. Am Ende der Spielzeit 2024 feierte er mit Tochigi die Meisterschaft und stieg in die dritte Liga auf. Nach dem Aufstieg verließ er den Verein und schloss sich dem Sechstligisten Edo All United. Der Verein aus der Präfektur Tokio spielt in der Kanto Soccer League (Div.2).

## Erfolge
Tochigi City FC
- Japanischer Viertligameister: 2024  ▲